# Drive-in

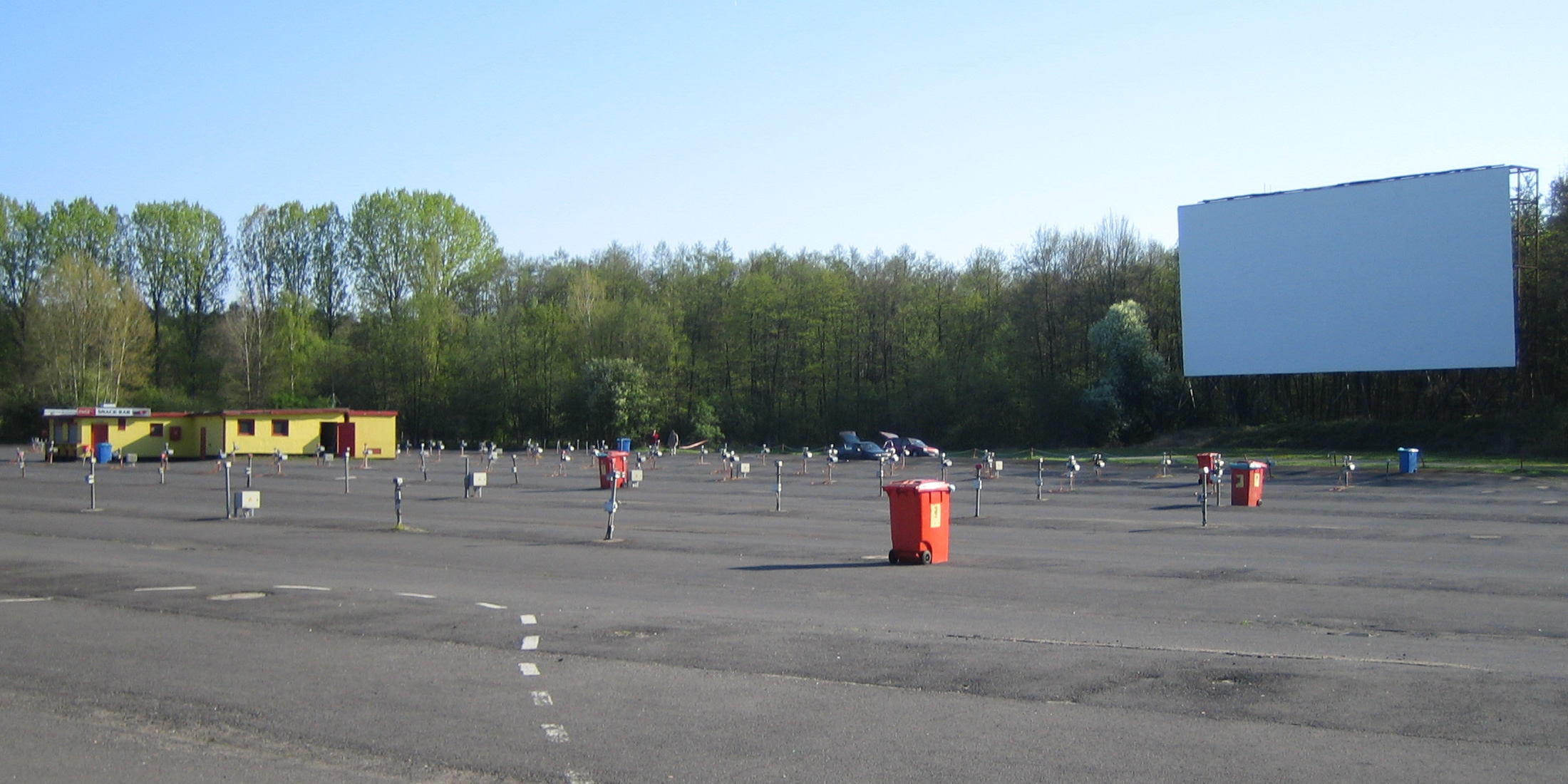
Cinema drive-in a Neu-Isenburg, Alemanya

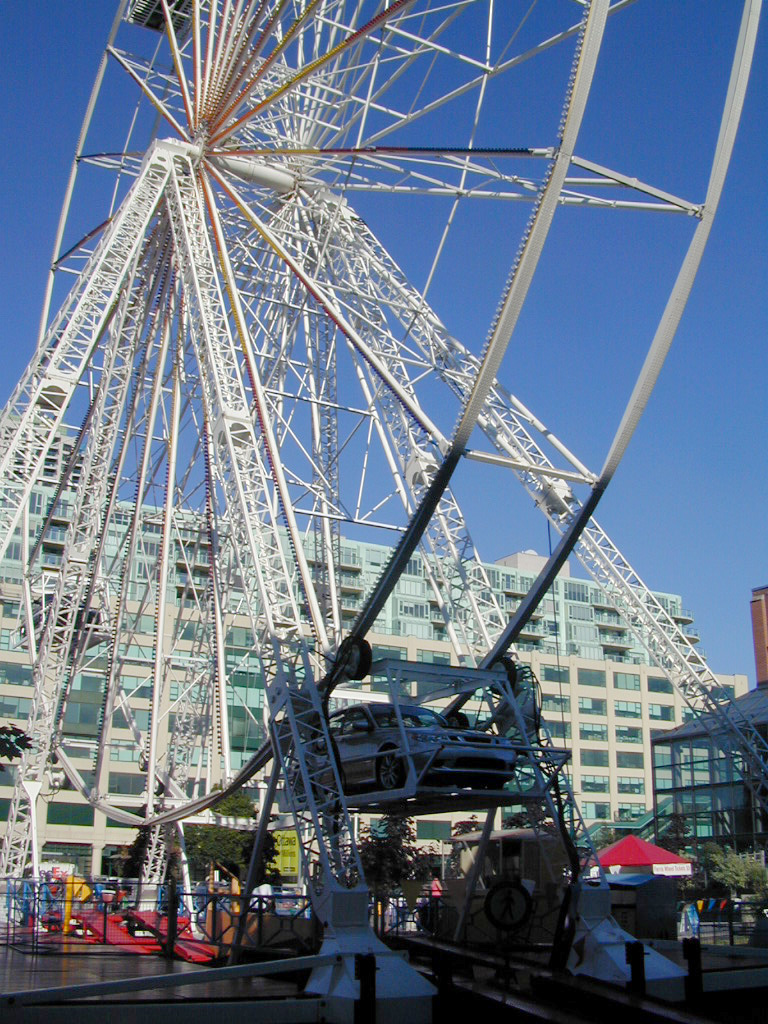
Roda de fira drive-in

Un drive-in és una instal·lació, com ara un restaurant o un cinema, on hom hi entra amb cotxe per rebre el servei.
En un autorestaurant, per exemple, els clients aparquen els vehicles i els atèn personal que hi va caminant o amb patins per fer el servei, i els clients romanen aparcats mentre que mengen al cotxe.
Els cinemes drive-in tenen una pantalla gegant i un aparcament pels espectadors just a davant.